# Hans Lembke (Maler)
Hans Lembke (* 30. April 1885 in Freiburg im Breisgau; † 4. August 1959 in Hilden bei Düsseldorf) war ein deutscher Grafiker, Lithograf, Maler, Radierer und Zeichenlehrer.

## Leben
Lembke studierte nach dem Abitur am Freiburger Berthold-Gymnasium an der Großherzoglich Badischen Landeskunstschule und bei Hermann Groeber an der Kunstakademie in München sowie in Leipzig und an der Akademie der Künste bei Lovis Corinth in Berlin. 1913 war er Vorstandsmitglied der Juryfreien Vereinigung Bildender Künstler Berlins. Von 1914 bis 1918 leistete er Kriegsdienst.
Von 1918 bis 1929 lebte Lembke in Freiburg und war akademischer Zeichenlehrer an der Albert-Ludwigs-Universität. Er arbeitete auch als freier Künstler und war Vorstandsmitglied des Kunstvereins Freiburg.
1929 bis 1939 leitete er an der privaten Reimann-Schule in Berlin die Klassen für Akt, Porträt und Komposition.
Die Zeit von 1939 bis 1945 verbrachte er als freischaffender Künstler in Bonndorf im Schwarzwald. Als dort und in Neustadt Kunsthandwerkschulen gegründet wurden, arbeitete er an beiden bis zu seiner Zurruhesetzung 1950 als Dozent.
Die Hans-Lembke-Straße in Bonndorf im Schwarzwald wurde nach ihm benannt.

## Werke (Auswahl)
Er fertigte Landschaftsbilder, Figuren und Szenen aus dem Bereich des Sports.
- Motive aus Baden-Baden, vom Bodensee, dem Schwarzwald und vom Rhein
- Dante-Zyklus, Russisches Ballett, ländliche und sportliche Sujets
- Porträt Mein Vater 20. November 1913

als Lithograf
- 1922: 10 Blatt Baarlandschaften